# Wendesser Moor
Das Wendesser Moor ist ein Naturschutzgebiet in der niedersächsischen Stadt Peine im Landkreis Peine.
Das Naturschutzgebiet mit dem Kennzeichen NSG BR 037 ist 63,2 Hektar groß. Es ist vollständig Bestandteil des gleichnamigen EU-Vogelschutzgebietes und fast vollständig vom Landschaftsschutzgebiet „Blumenhagener Moor, Schwarzwasserniederung, Wendesser Moor, Staatsforst Peine, Harrenkamp, Flotheniederung“ umgeben. Das Gebiet steht seit dem 2. Februar 1973 unter Naturschutz. Zuständige untere Naturschutzbehörde ist der Landkreis Peine.
Das Naturschutzgebiet liegt nördlich des Stadtgebietes von Peine in einem Niederungsbereich mit Nieder- und Übergangsmooren. Im Westen des Naturschutzgebietes befindet sich eine flache, ehemals abflusslose Talmulde. Hier besaß das Moor Ansätze zur Hochmoorentwicklung. Die Niedermoorflächen werden zu einem Teil als Grünland genutzt. Im Zentrum sind Moorteiche mit Schilf-, Röhricht- und Riedgrasbeständen, Flutrasen, Pfeifengras- und Wollgrasrasen, und Weiden-Sumpfgebüsche sowie Bruchwaldreste zu finden. Daneben kommen Hochstaudenfluren und Moorheiden vor.
Das „Wendesser Moor“ ist u. a. Lebensraum der hochgradig gefährdeten Rallenarten Tüpfelsumpfhuhn, Kleines Sumpfhuhn, Wasserralle sowie dem Rothalstaucher.
Das Gebiet entwässert in Richtung des Schwarzwassers, einem rechten Nebengewässer der Fuhse.
Nach Osten schließen sich weitere Grünlandflächen an, in denen sich ein Erdölförderungsgebiet befindet. Nach Norden, Westen und Süden wird das Naturschutzgebiet von intensiv genutzten Ackerflächen begrenzt.